# Conspiracy Entertainment
Conspiracy Entertainment (anciennement Conspiracy Games) est un studio de développement et d'édition de jeux vidéo fondé en 1997 et basé à Long Beach (Californie).

## Ludographie

### Jeux développés
- Blaze & Blade: Eternal Quest
- Logical
- Magical Drop
- Microsoft Puzzle Collection
- Mix TV Presents: Eminem[1]
- Tom & Jerry: MouseHunt

### Jeux édités
- The Amazing Virtual Sea-Monkeys
- An American Tail: Fievel's Gold Rush
- Animaniacs
- Animaniacs: The Great Edgar Hunt
- Anubis II
- Bangai-O
- Billy the Wizard: Rocket Broomstick Racing
- Counter Force
- Creatures (sur PlayStation)
- Dragon's Lair (sur Nintendo DS)
- Dream Models
- Enclave
- The Flintstones: Big Trouble in Bedrock
- Gadget Racers
- Garfield: Lasagna World Tour
- Hidden Invasion
- Jeff Corwin Experience
- Johnny Rocketfingers 2
- Le Petit Dinosaure
- Myth Makers: Super Kart GP
- Myth Makers: Trixie in Toyland
- Ninjabread Man
- Octomania
- Panzer Tactics DS
- Pocket Pool
- Power Play Pool
- Rally Championship
- Real Heroes: Firefighter
- Record of Lodoss War: Advent of Cardice
- Rescue Copter
- Road Trip
- Road Trip: The Arcade Edition
- Road Trip: Shifting Gears
- Seek and Destroy
- Sega Classics Collection
- Stretch Panic
- Tiny Toon Adventures: Buster's Bad Dream
- Tiny Toon Adventures: Buster Saves the Day
- Tiny Toon Adventures: Plucky's Big Adventure
- Tiny Toon Adventures: Wacky Stackers
- Tremors
- Ultimate Block Party
- Winter Sports: The Ultimate Challenge
- Winter Sports 2: The Next Challenge
- Witches & Vampires
- X10